# Układ miotający broni palnej
Układ miotający broni palnej – zespół elementów broni służący do nadania pociskom energii kinetycznej.
Układy miotające broni palnej można podzielić ze względu na miejsce umiejscowienia i sposób wykorzystania ładunku miotającego na:
- lufowe - ich niezbędnymi składnikami są lufa, pocisk, ładunek miotający, i urządzenie zapłonowe. Poza tym często występują, pełniące rolę pomocniczą zamek i łuska. Układy lufowe dzielimy na:
  - klasyczne, w których w momencie strzału ładunek miotający jest całkowicie zamknięty między pociskiem a tylną częścią lufy. Pocisk jest napędzany siłą ciśnienia gazów działających na jego dno. W momencie rozpoczęcia ruchu pocisku w lufie rozpoczyna się odrzut broni. Odmianami klasycznego lufowego układu miotającego są układy:
    - nasadkowy - na wylot lufy nakręcona jest nasadka umożliwiająca wystrzeliwanie nadkalibrowych granatów nasadkowych.
    - dwukomorowe - w których ładunek miotający spala się w małej komorze wysokiego ciśnienia, a następnie powstałe gazy przepływają przez odpowiednie kanały do przestrzeni zapociskowej (komory niskiego ciśnienia). Odmianą tego układu jest układ hiperdźwiękowy, w którym komora spalania jest oddzielona od pocisku tłokiem. Ciśnienie gazów miotających napędza tłok który spręża lekki gaz znajdujący się za pociskiem. Ciśnienie tego gazu napędza pocisk.

  - bezodrzutowe - w których odrzut broni jest eliminowany przez działanie reakcji gazów wypływających do tyłu wlotem lufy.
- rakietowe - ich niezbędnymi składnikami są: pocisk rakietowy, ładunek napędowy i urządzenie zapłonowe. Ładunek napędowy znajduje się w, będącym integralną częścią pocisku, silniku rakietowym. Działanie układu rakietowego polega na powstaniu siły reakcji przeciwnej do siły powodowanej wypływem gazów z dyszy silnika. Siła ta nazywana jest ciągiem silnika rakietowego.
- kombinowane (lufowo-rakietowe):
  - klasyczno-rakietowe
  - bezodrzutowo-rakietowe